# Aluminisation
L’aluminisation est le dépôt d’aluminium à la surface de pièces pour les protéger des éléments oxydants ou pour leur donner certaines propriétés.

## Protection anti-corrosion
Certaines pièces travaillant dans une ambiance très oxydante et à haute température comme des turbines à gaz demandent un traitement spécifique des principaux éléments exposés comme les aubes à l’oxydation et à la corrosion provoquées par les gaz de combustion.
Le revêtement protecteur est généré par l'aluminisation en phase vapeur par le procédé CVD  (dépôt chimique en phase vapeur) : l’épaisseur de la couche peut varier de 20μm à 150μm. Ce procédé permet également de protéger l’intérieur de pièce comme des canalisations ou conduits de refroidissement ayant une géométrie complexe.
Application de l’aluminisation aux métaux et alliages par cémentation ainsi qu’aux superalliages à base de nickel ou cobalt, aciers inoxydables, cuivre et alliages de cuivre, titane et platine.

## Propriété de réflexion
Un pouvoir réfléchissant élevé peut être obtenu par le dépôt d’une fine couche d’aluminium sur le verre d’un miroir par condensation de la vapeur d’aluminium en remplacement de l’argenture : le miroir peut renvoyer 90 % de la lumière reçue.
Le traitement se fait dans une enceinte hermétique où l’on fait le vide et on vaporise du fils d’aluminium par passage d’un courant électrique ; la vapeur se condense à la surface du miroir sous l’aspect d’une couche brillante de quelques micromètres. L’aluminisation du miroir doit être répétée après quelques années à cause de l’altération du pouvoir réfléchissant par l’oxydation de la couche réfléchissante.